# Velascoa
Velascoa, monotipski rod sjevernoameričkih grmova iz porodice Crossosomataceae, dio reda Crossosomatales. Jedina vrsta je V. recondita iz sjevernog Meksika (Querétaro).